# Рад (издавачко предузеће)
Издавачко предузеће "Рад" је српско издавачко предузеће са седиштем у Београду, основана 1949. године.

## Историјат
1946. године, Централно веће Савеза синдиката Југославије основало је Новинско-издавачко-штампарско предузеће "Рад". 1949. године, ова организација је одлучила да предузеће подели на новински, штампарски и издавачки сектор, па је 15. децембра основано као самостално Издавачко предузеће "Рад", чији је први директор био др Никола Лалић, а главни уредник Чеда Ђурђевић.
У најновије време, од 2004. године, "Рад" представља субјект приватизације.

## Издавачка делатност
"Рад" на почетку објављује мале броширане библиотеке са проблемима радничке класе, а уредници су били Душан Анђелковић и Милован Ристић.
Од 1952. године "Рад" шири издавачку продукцију и постаје признат како на територији СФРЈ, тако и у иностранству. Отвара две књижаре у Београду, а затим и у другим градовима - Нишу, Пожаревцу, Крушевцу, Панчеву, Будви, Задру, Славонском Броду и Загребу.

### Публицистика и техничка литература
"Рад" је објављивао дела синдикално-политичке публицистике у оквиру библиотека "Југословенски раднички покрет", "Раднички универзитет", "Несврстаност и несврстани" итд, где је током четвртине века њиховог постојања објављено око десет милиона примерака литературе из ове области.
Поред њих, објављивана су дела намењена техничким наукама, међу којима су посебно место заузели речници који обрађују техничке иновације. Такође је издавана музичка литература (нотне партитуре са текстовима), са којима је "Рад" узимао учешће у развијању културно-просветне делатности синдикалних подружница у радним организацијама.

### Књижевност
"Рад" је објављивао и дела југословенске књижевности у оквиру високотиражне библиотеке "Југословенски писци", касније названој "Дом и школа". Дела иностраних аутора објављивана су оквиру едиција "Светски писци", "Одабрана дела светских класика", "У часовима одмора", "Биографије познатих" и другим.
У библиотекама "Знакови поред пута", оснивача и уредника Драгана Лакићевића и "Кључеви" Јовице Аћина била су заступљена дебитантска дела младих писаца и песника, међу њима и Давида Албахарија, Радослава Петковића, Михајла Пантића, Драгана Великића, Новице Тадића, Тање Крагујевић, Радмиле Лазић, Анe Ристовић и других.
Библиотека „Балкан“, оснивача и уредника Ивана Гађанског, обухватала је дела аутора из балканских земаља, књиге европских и светских писаца којима је Балкан тема или место збивања, као и студије о балканској историји, уметности, култури и књижевности.
Библиотека "Хиперион", истог уредника и оснивача, објављивала је дела савремене грчке књижевности, првенствено из 19. и 20. века, а заступљени су били писци разних генерација и различитих поетичких и естетичких праваца у поезији, прози, драмској књижевности и есеју. Биле су укључене и тематске и друге антологије и избори, као и историја грчке књижевности и теоријско-филозофски радови.
Дела савремених иностраних аутора била су објављивана и у оквиру библиотека "Светска књижевност" Симона Симоновића и "Рад" Јовице Аћина.

### Библиотека "Реч и мисао"
Библиотека "Реч и мисао" основана је 1959. године. Оснивач и први уредник била је Душанка Перовић, а уређивали су је и књижевници Бошко Богетић, Драган Лакићевић и Јовица Аћин. Представљала је прву југословенску библиотеку џепних издања и стекла је велику популарност код читалаца и критичара. Прва књига која је у оквиру ње објављена била је "Капетанова кћи" Александра Сергејевича Пушкина, која је доживела осам издања и укупан тираж од 200.000 примерака. За педесет година постојања, до 2009. године, у оквиру ове едиције је објављено 589 наслова домаћих и страних аутора, од чега 100 поновљених издања, а достигла је укупан тираж од преко два и по милона примерака.

### Историјска и мемоарска грађа
Дела из ове области издавана су у оквиру високотиражних библиотека "Сведочанства", оснивача и уредника Бранислава Милошевића. Међу њима су се нашли "Документи" Владимира Дедијера, "Напољу" Вилија Бранта и друга дела.
Библиотека "Вуков сабор", уредника Бранислава Милошевића, Драгана Лакићевића, Љиљане Симић и Симона Симоновића била је основана у сарадњи са Културно-просветном заједницом Србије, а била је посвећена делима о Вуковом језику, добу и стваралаштву.
Популарне библиотеке биле су и "Печат" и "Дијалог" Љубомира Кљакића.